# Martiodrilus heterostickon
Martiodrilus heterostickon är en ringmaskart som först beskrevs av Schmarda 1937.  Martiodrilus heterostickon ingår i släktet Martiodrilus och familjen Glossoscolecidae. Inga underarter finns listade i Catalogue of Life.